# 6 de febrer
El 6 de febrer és el trenta-setè dia de l'any del calendari gregorià. Queden 328 dies per finalitzar l'any i 329 en els anys de traspàs.

## Esdeveniments
Països Catalans
- 1521 - Mallorca: empresonen Joanot Colom i altres dirigents agermanats, cosa que l'endemà hi provoca la revolta de les Germanies.
- 1946 - Granollers: es funda l'Editorial Alpina, especialitzada en cartografia i guies de muntanya d'utilitat pràctica i divulgativa.[1]
- 2005 - Todolella: moren 18 persones en un alberg per mala combustió d'estufes de butà.[2]
- 2017 - Barcelona: s'inicia el Judici contra Mas, Ortega i Rigau pel 9-N
- 2022 - Burjassot: s'estrena la sèrie de televisió Després de tu, la primera de la història com a col·laboració coproduïda entre À Punt, TV3 i IB3.[3]

Resta del món
- 1922:
  - Washington DC: se signa el Tractat Naval de Washington per limitar la construcció de vaixells de guerra i evitar una cursa armamentista entre els països guanyadors de la Primera Guerra Mundial.[4]
  - Ciutat del Vaticà: s'inicia el papat de Pius XI.[4]
- 2004 - Moscou, Rússia: un atemptat al metro, atribuït a independentistes txetxens, hi provoca una quarantena de morts i més d'un centenar de ferits.
- 2013 - Alemanya: s'hi funda el partit polític Alternativa per Alemanya.
- 2014 - Ceuta, Espanya: a la Tragèdia del Tarajal moren 15 persones originàries de l'Àfrica subsahariana i procedents del Marroc.

## Naixements
Països Catalans
- 1754 - Maó, Menorca: Joan Chiesa Bagur, artista menorquí i un dels principals representants de l'escola de pintura de Maó iniciada pel seu pare, l'italià Giuseppe Chiesa Baratti (m. 1834).
- 1816 - Palma, Mallorca: Vicenç Cuyàs i Borés, compositor (m. 1839).
- 1858 - Barcelona: Palmira Ventós, Felip Palma, escriptora catalana (m. 1916).[5]
- 1894 - Lleida: Zoe Rosinach Pedrol, farmacèutica lleidatana, primera doctora en Farmàcia de l'Estat (m. 1973).[6]
- 1948 - Barcelona: Encarnació Sanahuja i Yll, prehistoriadora i arqueòloga catalana.[7]
- 1955 - Barcelona: Montserrat García Balletbó, metge i cirurgiana, especialista en tractaments biològics de regeneració dels teixits.
- 1971 - Reus: Elisabeth Cebrián Scheurer, Betty Cebrián, jugadora catalana de bàsquet professional.[8]
- 1979 - Reus: Laura Sánchez García, patinadora catalana que va competir les dècades de 1990 i 2000.[9]

Resta del món
- 885 - Kyoto: Daigo, 60è emperador del Japó, (m. 930).[10]
- 1412 - Orleans, País del Loira, França: Joana d'Arc, heroïna francesa.
- 1452 - Lisboa, Regne de Portugal: Joana de Portugal i de Coïmbra, infanta i regent de Portugal (1471 - 1475).[11]
- 1465 - Bolonya: Scipione del Ferro, matemàtic italià, primer a resoldre l'equació cúbica (m. 1526).[12]
- 1608 - Lisboa, Portugal: António Vieira, escriptor, músic, capellà i orador portuguès de la Companyia de Jesús (m. 1697).[13]
- 1611 - Pequín: Emperador Chongzhen, setzè i últim emperador de la Dinastia Ming de la Xina (m. 1644).[14]
- 1612 - París: Antoine Arnauld, últim dels vint fills de la nissaga Arnauld, estudià lleis i teologia (m. 1694).[15]
- 1664 - Edirne: Mustafà II, soldà de l'Imperi Otomà des de 1695 a 1703.[16]
- 1665 - Londres: Anna de la Gran Bretanya, reina de Gran Bretanya i Irlanda, última sobirana de la Casa dels Stuart (m. 1714).
- 1695 - Basilea, Suïssa: Nicolaus Bernoulli II, matemàtic suís (m. 1726).[17]
- 1730 - Múnic: Januarius Zick, pintor i arquitecte alemany (m. 1797).[18]
- 1748 - Ingolstadt, Electorat de Baviera, Sacre Imperi: Adam Weishaupt, professor de dret canònic i fundador de l'ordre dels "Illuminati".[19]
- 1834 - Ogulin, Croàcia: Ema Pukšec, soprano croata, també coneguda com a Ilma Murska.[20]
- 1845 - Londres: Florence May, pianista i musicòloga anglesa (m.1923).[21]
- 1892 - Stoughton, Wisconsin (EUA): William Parry Murphy, metge nord-americà, Premi Nobel de Medicina o Fisiologia de 1934 (m. 1987).[22]
- 1898 - Madrid: Magda Donato, periodista, dramaturga, narradora i actriu espanyola, exiliada a Mèxic (m. 1966).[23]
- 1903 - Chillán, Xile: Claudio Arrau, pianista xilè d'ascendència catalana (m. 1991).
- 1905 - Krosno, Regne de Galítzia i Lodomeria: Władysław Gomułka, polític comunista polonès.
- 1912 - Múnic: Eva Braun, primera dama del Tercer Reich, esposa d'Adolf Hitler (m. 1945).[24]
- 1911 - Tampico (Illinois), Estats Units d'Amèrica: Ronald Reagan, polític estatunidenc, 40è president dels Estats Units (m. 2004).[25]
- 1913 - Londres (Anglaterra): Mary Leakey, paleontòloga i arqueòloga britànica (m. 1996).[26]
- 1917 - 
  - Budapest, Hongria: Zsa Zsa Gabor, actriu hongaresa nacionalitzada estatunidenca (m. 2016).[27]
  - Marsella: Éliane Plewman, agent francesa del servei secret britànic durant la Segona Guerra Mundial (m. 1944).[28]
- 1932 - París: François Truffaut, crític de cinema, director i actor francès, un dels iniciadors de la Nouvelle vague (m. 1984).
- 1945 - Nine Mile, Jamaica: Bob Marley, cantant de reggae.
- 1946 - Saint-Sauveur-des-Monts, Quebec: Kate McGarrigle, cantautora quebequesa (m. 2010).[29]
- 1950 - Los Angeles (Califòrnia): Natalie Cole, cantant, compositora, i intèrpret estatunidenca (m. 2015).[30]
- 1966 – Lancashire, Anglaterra: Rick Astley, cantant britànic.
- 1967 - Hiratsuka, Japó: Izumi Sakai, cantant pop japonesa, compositora i membre del grup Zard (m. 2007).[31]
- 1969 - Bellinzona, Suïssa: Massimo Busacca, àrbitre de futbol suís.
- 1975 - Kyoto: Tomoko Kawase, compositora de cançons, cantant, productora musical, actriu i model japonesa.
- 1982 - Londres: Alice Eve, actriu de cinema i televisió anglesa.[32]
- 1985 - estat de Florida, EUA: Prinzzess, actriu pornogràfica estatunidenca.

## Necrològiques
Països Catalans
- 1253 - Nàpols: Berenguer de Castellbisbal, frare dominic i bisbe de Girona.
- 1814 - València: Josepa Domènica Català de Valeriola, aristòcrata valenciana.[33]
- 1903 - Olot: Marià Vayreda, escriptor i pintor català (n. 1853).
- 1996 - Alella: Maria Oleart i Font, Oleart de Bel, poetessa i narradora catalana (n.1929).[34]
- 2012 - 
  - Barcelona: Antoni Tàpies, pintor català.
  - L'Alguer, Itàlia: Maria Chessa Lai, rimadora sarda en alguerès, i figura destacada de la cultura catalana a Sardenya (n. 1922).[35]
- 2014 - Barcelona: Tatiana Sisquella, periodista catalana (n. 1978).[36]
- 2018 - Barcelona: Montserrat Ros i Ribas, hel·lenista, editora i traductora catalana d'obres clàssiques, gregues i llatines (n. 1943).[37]

Resta del món
- 1485 - Ferrara: Ludovico Carbone, poeta, orador, traductor i acadèmic italià.
- 1740: Climent XII, Papa de Roma.
- 1793 - París, França: Carlo Goldoni, dramaturg venecià (n. 1707).
- 1894 - París, França: Maria Deraismes, autora i pionera francesa dels Drets de la Dona (n. 1828).[38]
- 1896 - París: Julie Dorus-Gras, cantant d'òpera francesa (n. 1805).[39]
- 1899 - Skyren (Regne de Prússia, Imperi Alemany): Leo von Caprivi, general alemany, 2n Canceller d'Alemanya, càrrec que exercí entre els anys 1890 i 1894.
- 1902 - Neuilly-sur-Seine: Clémence Royer, erudita francesa autodidacta, traductora de Darwin, que escrigué d'economia, filosofia, ciència.[40]
- 1916 - León (Nicaragua): Rubén Darío, poeta, periodista i diplomàtic nicaragüenc.
- 1918 - Viena, Àustria: Gustav Klimt, pintor simbolista i expressionista austríac (n. 1862).[41]
- 1929 - Madrid, Espanya: Maria Cristina d'Habsburg-Lorena, reina d'Espanya i regent durant la minoria d'edat d'Alfons XIII (n. 1858).[42]
- 1947 - Cerro di Laveno, Varese, Itàlia: Luigi Russolo, inventor, pintor i compositor italià (n. 1885).[43]
- 1970 - Madrid: Gloria Giner de los Ríos, professora espanyola de la Institució Lliure d'Ensenyament (n.1886).[44]
- 1975 - Madrid, Espanya: Francisco Pierrá, actor espanyol (n. 1895).[45]
- 1981 - Madrid, Espanya: Frederica de Hannover, reina de Grècia, princesa de Hannover, Gran Bretanya i Irlanda (n.1917).
- 1989 - Greenwich, Connecticut, Estats Units: Barbara Tuchman, historiadora, periodista i escriptora nord-americana (n. 1912).[46]
- 1991 - 
  - Madrid: María Zambrano, professora, filòsofa i assagista espanyola (n.1904).[47]
  - Lexington, Massachusetts (EUA): Salvador Luria, metge estatunidenc, d'origen italià, Premi Nobel de Medicina o Fisiologia de l'any 1969 (n. 1912).[48]
- 1993 - Nova York (EUA): Arthur Ashe, fou un jugador afroamericà de tennis dels Estats Units (n. 1943).[49]
- 1994 - Thousand Oaks, Califòrnia (EUA): Jack Kirby, autor de còmics, creador gràfic de personatges com Els Quatre Fantàstics, Capità Amèrica o Thor (n. 1917).
- 1995 - 
  - Madrid: Maruja Mallo, pintora surrealista gallega, considerada una musa de la Generació del 27 (n. 1902).[50]
  - Viena: Mira Lobe, escriptora austríaca de més d'un centenar de llibres infantils (n. 1913).[51]
- 1998 - Los Angeles, Califòrnia (EUA): Carl Wilson, cantant, guitarrista i compositor nord-americà, membre cofundador dels Beach Boys (n. 1946).
- 2002 - Cambridge (Anglaterra): Max Ferdinand Perutz, químic britànic d'origen austríac, Premi Nobel de Química de l'any 1962 (n. 1914).[52]
- 2011 - París: Andrée Chedid, escriptora francesa d'origen cristià libanès (n. 1920).[53]
- 2012 - 
  - South Bend (Indiana), Estats Units: Janice E. Voss, enginyera i astronauta estatunidenca de la NASA (n. 1956).[54]
  - Pacific Palisades, Califòrnia: Norma Merrick Sklarek, arquitecta afroamericana (n. 1926).[55]
- 2013 - Maine: Betty Twarog, bioquímica estatunidenca que trobà serotonina en el cervell dels mamífers (n. 1927).[56]
- 2015 - París, França: Assia Djebar, escriptora, cineasta i professora universitària algeriana (n. 1936).[57]
- 2019 - Göttingen (Alemanya): Manfred Eigen, físic i químic alemany, Premi Nobel de Química de l'any 1967 (n. 1927).[58]
- 2023 - Praga: Květa Pacovská, pintora, escultora i il·lustradora txeca (n. 1928).[59]

## Festes i commemoracions
- Onomàstica: sants Vint-i-sis màrtirs de Nagasaki (Pau Miki, prevere jesuïta japonès; Pere Baptista, Martí de l'Ascensió, Francesc Blanco i Francesc de Sant Miquel, etc.); Dorotea de Cesarea, verge i màrtir a Capadòcia; Dorotea d'Alexandria, santa possiblement inexistent i Teòfil d'Alexandria, màrtir; Amand de Maastricht, bisbe; Vedast d'Arras, bisbe (Waast o Gastó d'Arras); beat Alfonso Maria Fusco, fundador de les baptistines; Foci I de Constantinoble (només a l'Església ortodoxa).
- Festa del Sant Misteri de Cervera.
- Dia internacional contra la mutilació genital femenina